# Filipshyttan
Filipshyttan är en småort i Tysslinge socken i Örebro kommun belägen ungefär två mil väster om Örebro. Den ligger i stort sett efter två små vägar, den ena är en återvändsgata och den andra leder till Ånnaboda. Den närmaste affären ligger i Garphyttan som ligger en halvmil bort.
I Filipshyttan finns ett gammalt sågverk och en gammal skola (som nu är bostadshus).